# 圧力波
圧力波（あつりょくは）は、流体中に見られる波の一形態である。音波・電磁波・衝撃波（空気中）は圧力波の一部である。圧力波の場合、液体中の気泡がそれ自身の運動、特に膨張・収縮（体積）運動によって音を発生することにある。